# Флоріан Кайнц
Флоріан Кайнц (нім. Florian Kainz, нар. 24 жовтня 1992, Грац) — австрійський футболіст, півзахисник «Кельна» та національної збірної Австрії.

## Клубна кар'єра
У дорослому футболі дебютував 2010 року виступами за команду клубу «Штурм», в якій провів чотири сезони, взявши участь у 98 матчах чемпіонату.
До складу віденського «Рапіда» приєднався 2014 року.

## Виступи за збірні
2010 року дебютував у складі юнацької збірної Австрії, взяв участь у 7 іграх на юнацькому рівні.
Протягом 2011–2014 років залучався до складу молодіжної збірної Австрії. На молодіжному рівні зіграв у 17 офіційних матчах, забив 1 гол.
| Дата       | Місто      | Господарі  | Результат | Гості                | Турнір                               | Голи | Примітки |
| ---------- | ---------- | ---------- | --------- | -------------------- | ------------------------------------ | ---- | -------- |
| 17-11-2015 | Відень     | Австрія    | 1 – 2     | Швейцарія            | товариський матч                     | -    | 82'      |
| 11-6-2017  | Дублін     | Ірландія   | 1 – 1     | Австрія              | Відбір до ЧС 2018                    | -    | 90'      |
| 5-9-2017   | Відень     | Австрія    | 1 – 1     | Грузія               | Відбір до ЧС 2018                    | -    | 53'      |
| 6-10-2017  | Відень     | Австрія    | 3 – 2     | Сербія               | Відбір до ЧС 2018                    | -    | 61'      |
| 9-10-2017  | Кишинів    | Молдова    | 0 – 1     | Австрія              | Відбір до ЧС 2018                    | -    | 59'      |
| 14-11-2017 | Відень     | Австрія    | 2 – 1     | Уругвай              | товариський матч                     | -    | 59'      |
| 23-3-2018  | Клагенфурт | Австрія    | 3 – 0     | Словенія             | товариський матч                     | -    | 67'      |
| 27-3-2018  | Люксембург | Люксембург | 0 – 4     | Австрія              | товариський матч                     | -    | 62'      |
| 30-5-2018  | Інсбрук    | Австрія    | 1 – 0     | Росія                | товариський матч                     | -    | 72'      |
| 2-6-2018   | Клагенфурт | Австрія    | 2 – 1     | Німеччина            | товариський матч                     | -    | 88'      |
| 12-10-2018 | Відень     | Австрія    | 1 – 0     | Північна Ірландія    | Ліга націй УЄФА 2018-2019 - 1-й етап | -    | 82'      |
| 16-10-2018 | Гернінг    | Данія      | 2 – 0     | Австрія              | товариський матч                     | -    | 46'      |
| 15-11-2018 | Відень     | Австрія    | 0 – 0     | Боснія і Герцеговина | Ліга націй УЄФА 2018-2019 - 1-й етап | -    | 46'      |
| 24-3-2019  | Хайфа      | Ізраїль    | 4 – 2     | Австрія              | Відбір до ЧЄ 2020                    | -    | 85'      |
| 7-6-2019   | Клагенфурт | Австрія    | 1 – 0     | Словенія             | Відбір до ЧЄ 2020                    | -    | 90'      |
| 13-10-2019 | Любляна    | Словенія   | 0 – 1     | Австрія              | Відбір до ЧЄ 2020                    | -    | 90+2'    |
| Усього     |            | Матчів     | 16        |                      | Голів                                | 0    |          |